# Daniel Stich

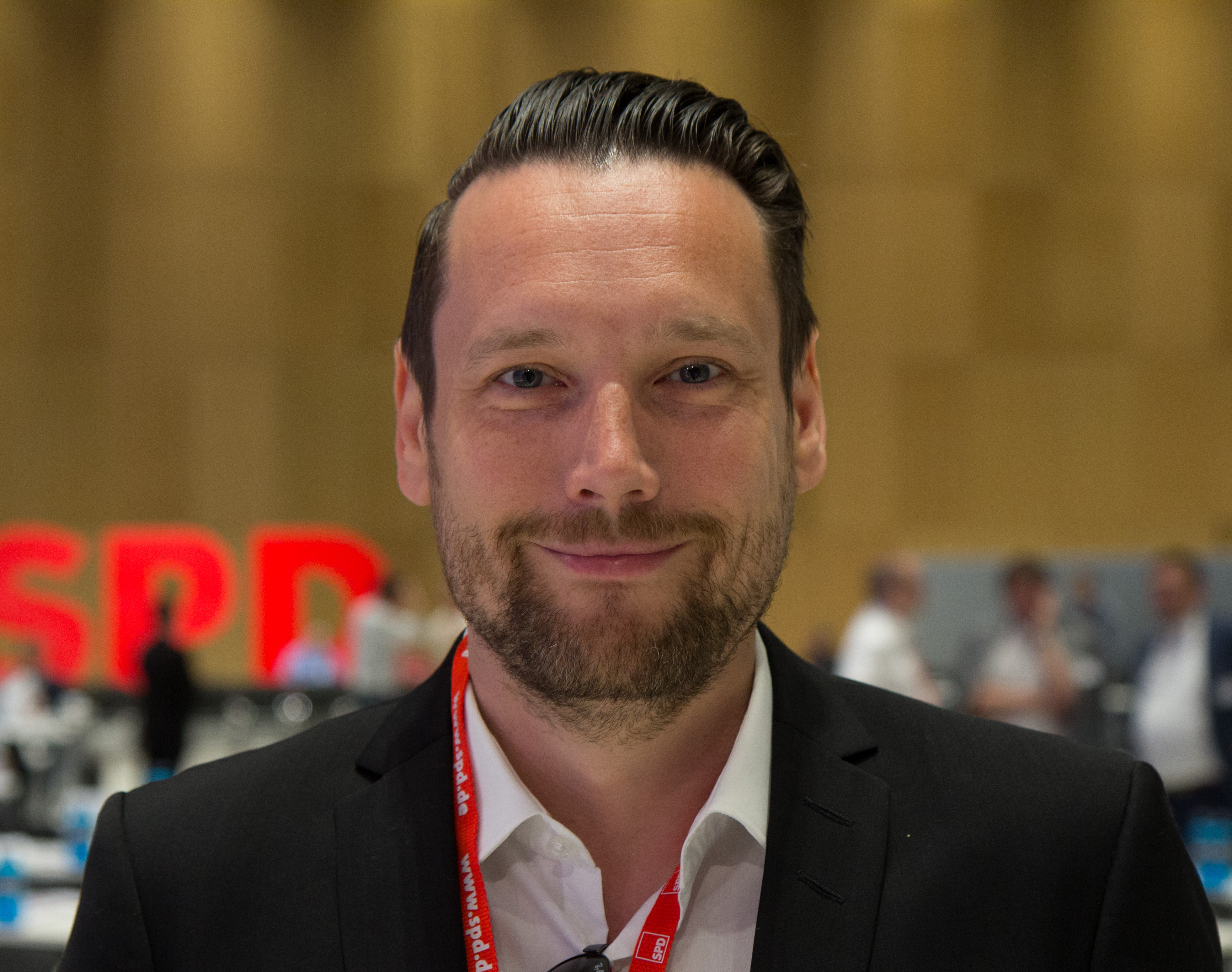
Daniel Stich (2018)

Daniel Stich (* 26. Oktober 1976 in Kaiserslautern) ist ein deutscher Politiker (SPD). Er ist seit 2024 Staatssekretär im Ministerium des Innern und für Sport des Landes Rheinland-Pfalz. Zuvor war er von 2021 bis 2024 Ministerialdirektor im Ministerium für Wissenschaft und Gesundheit Rheinland-Pfalz und von 2016 bis 2021 Generalsekretär der SPD Rheinland-Pfalz.

## Leben

### Ausbildung, Beruf und Persönliches
Stich legte 1997 das Abitur ab und leistete von 1997 bis 1998 Zivildienst im Ambulanten Pflegezentrum Kaiserslautern. Dann studierte er von 1998 bis 2004 Politikwissenschaften, Öffentliches Recht und Bürgerliches Recht an der Johannes Gutenberg-Universität Mainz, der University of Nottingham und der Universität Tor Vergata in Rom. Er erreichte den Grad eines Magister Artium.
Im Jahr 2005 wurde Stich Referent beim SPD-Landesverband Rheinland-Pfalz. Er war von 2006 bis 2011 persönlicher Referent des Ministers und des Staatssekretärs im Ministerium des Innern und für Sport Rheinland-Pfalz. Im Anschluss war er von 2011 bis 2014 als Spiegelreferent für das Ministerium des Innern, für Sport und Infrastruktur an die Staatskanzlei Rheinland-Pfalz abgeordnet.
Bei der Jahreshauptversammlung 2023 des 1. FC Kaiserslautern wurde er am 3. Dezember 2023 als Fünftplatzierter mit 740 Stimmen direkt in den Aufsichtsrat des 1. FC Kaiserslautern e. V. gewählt.
Er ist verheiratet, hat zwei Kinder und ist katholisch.

### Politik
Stich ist Mitglied der SPD. Er war von 2014 bis 2016 Landesgeschäftsführer der SPD Rheinland-Pfalz und von 2016 bis 2021 als Nachfolger von Jens Guth Generalsekretär sowie Landesgeschäftsführer SPD Rheinland-Pfalz. Sein Nachfolger als Generalsekretär wurde Marc Ruland. Stich wurde 2021 Schatzmeister der SPD Rheinland-Pfalz.
Mit Wirkung vom 18. Mai 2021 wurde Stich unter Minister Clemens Hoch (SPD) zum Ministerialdirektor im Ministerium für Wissenschaft und Gesundheit Rheinland-Pfalz ernannt. Als Ministerialdirektor war er dem Minister direkt unterstellt und ihm sind die Abteilungen Zentrale Aufgaben und Gesundheit unterstellt.
Am 20. Oktober 2023 nominierte der Landesvorstand der SPD Rheinland-Pfalz Stich einstimmig als Spitzenkandidat der rheinland-pfälzischen SPD für die Europawahl am 9. Juni 2024. Bei einer Abstimmung um die Spitzenkandidatur auf dem Landesparteitag am 4. November 2023 unterlag Stich allerdings dem EU-Abgeordneten Karsten Lucke mit 10 Stimmen.
Am 10. Juli 2024 wurde Stich mit Amtsantritt des Kabinetts Schweitzer als Nachfolger von Nicole Steingaß zum Staatssekretär im Ministerium des Innern und für Sport des Landes Rheinland-Pfalz ernannt.